# VMware Workstation Player
VMware Workstation Player, precedentemente VMware Player, è stato un software freeware di virtualizzazione (virtual machine) prodotto da VMware Inc., la cui prima versione è stata distribuita nel dicembre del 2005, mentre l'ultima (17.5.2) il 14 maggio 2024.
Era la versione gratuita del prodotto VMware Workstation (Pro) e di VMware Fusion (Pro), fino a quando Broadcom ha comprato l'azienda VMware Inc., rendendo VMware Workstation Pro gratuito per uso personale.

## Descrizione
Si trattava di un componente del software commerciale VMware Workstation che, tramite la distribuzione gratuita, ha permesso a molti nuovi utenti di accostarsi alla tecnologia della virtualizzazione, dal momento che è in grado di eseguire qualunque immagine di macchina virtuale precedentemente creata con le versioni commerciali dei prodotti VMware. Attualmente molti team di sistemi operativi in via di sviluppo scelgono di fornire ai propri tester, oltre alle immagini ISO, anche installazioni virtuali pronte per girare all'interno dei software VMware.
Il programma è disponibile per le architetture di processori a 32 bit e 64 bit dei sistemi operativi Windows e Linux.

### Versioni
- 1.0 - Si tratta della prima distribuzione pubblica. Il software era capace di virtualizzare numerosi sistemi operativi Windows, le principali distribuzione Linux e altri sistemi operativi meno diffusi su un PC virtualizzato con unità a dischi rigidi, dischi ottici, dischi floppy, una quantità di memoria RAM variabile (anche se vincolata dalla reale memoria del PC ospite), scheda audio, scheda di rete, scheda video e porte seriali (incluse le USB) e parallele. La limitazione del software VMware di non poter creare macchine virtuali fu rapidamente aggirata da programmi e siti Internet capaci di farlo in base a pochi, semplici clic: fu questo decisivo contributo ad agevolare definitivamente la diffusione del software.
- 2.0 - Questo importante aggiornamento arricchì il Player di numerose nuove funzioni. La caratteristica più enfatizzata fu di certo il supporto al nuovo Windows Vista per il quale fu introdotto anche un supporto base per le funzionalità DirectX; inoltre i sistemi operativi ospiti poterono avvantaggiarsi delle velocissime connessioni USB 2.0 e fu introdotta la tecnologia delle shared folders, utilizzabili previa installazione nel sistema operativo virtualizzato dei software aggiuntivi chiamati VMware Tools: questa caratteristica offrì per la prima volta l'opportunità ai sistemi operativi host e guest di condividere una cartella e quindi di scambiarsi file senza complesse trasmissioni sulla rete locale simulata. I pacchetti per Windows della serie 2.0.x furono gli unici a fornire insieme al Player anche i VMware Tools, generalmente forniti solo in bundle con VMware Workstation. Dal punto di vista dell'usabilità, in questa versione fu introdotta una schermata di benvenuto che permetterva di avviare una delle ultime macchine virtuali utilizzate o di scaricarne una già pronta dal sito VMware.
- 2.5 - Insieme al supporto di sempre più numerose distribuzioni Linux sia come guest sia come host, furono estese le funzionalità 3D e le operazioni tra host e guest (tra cui le shared folders) divennero ancora più veloci. Il pacchetto per linux abbandonò il formato .tar.gz che prevedeva una serie di script di installazione testuali e divenne un file eseguibile (con la nuova estensione .bundle) dotato di una interfaccia grafica gradevole ed evoluta che si occupava dell'intero processo di installazione. Inoltre la funzione di sospensione della macchina virtuale (che permette di congelare il sistema per chiudere il software e poi ripristinarlo in un secondo momento) divenne disponibile sia su Windows sia su linux.
- 3.0 - L'ultima versione del Player offre il supporto al nuovo Windows 7 insieme a un'attesa novità: finalmente il software può creare le macchine virtuali. La finestra principale è stata arricchita con numerose schede che permettono di intervenire su ogni piccolo dettaglio delle macchine virtuali (come fa già da tempo il software concorrente VirtualBox), inclusa la possibilità di simulare un ambiente multi-monitor. In più, ora è possibile scaricare i VMware Tools per il sistema operativo guest semplicemente agendo da un menu.